# Liste der Kulturdenkmäler in Ralingen
In der Liste der Kulturdenkmäler in Ralingen sind alle Kulturdenkmäler der rheinland-pfälzischen Ortsgemeinde Ralingen einschließlich der Ortsteile Edingen, Godendorf, Kersch, Olk und Wintersdorf aufgeführt. Grundlage ist die Denkmalliste des Landes Rheinland-Pfalz (Stand: 8. Februar 2023).

## Denkmalzonen
| Bezeichnung                 | Lage                                   | Baujahr                | Beschreibung | Bild |
| --------------------------- | -------------------------------------- | ---------------------- | --- | ---- |
| Denkmalzone Ortskern Kersch | Kersch, Hospitalstraße 1, 2, 3, 7 Lage | ab dem 12. Jahrhundert | siedlungs- und baugeschichtlicher Kernbereich des Ortes bestehend aus den drei ehemaligen Hofgütern (Nr. 1, 3, 7) samt Hof- und Gartenflächen, der katholischen Filialkirche St. Antonius (Nr. 2) und dem Knewelsbrunnen; kennzeichnendes Ortsbild | BW   |

## Einzeldenkmäler
| Bezeichnung                                          | Lage                                                                | Baujahr                   | Beschreibung | Bild                           |
| ---------------------------------------------------- | ------------------------------------------------------------------- | ------------------------- | --- | ------------------------------ |
| Hofanlage                                            | Edingen, Lambertusstraße 2 Lage                                     | 1824                      | Hofanlage; Krüppelwalmdachbau [ganz rechts im Bild], bezeichnet 1824 | Fotos hochladen                |
| Wegekreuz                                            | Edingen, Lambertusstraße, bei Nr. 15 Lage                           | 16. Jahrhundert           | gotisches Schaftkreuz, 16. Jahrhundert | Fotos hochladen                |
| Pfarrhaus                                            | Edingen, Lambertusstraße 19 Lage                                    | 1788                      | Pfarrhaus, spätbarock, bezeichnet 1788, im Kern älter | Fotos hochladen                |
| Katholische Pfarrkirche St. Lambertus                | Edingen, Lambertusstraße, zu Nr. 19 Lage                            | frühes 12. Jahrhundert    | klassizistischer Saalbau, Erweiterung 1860; romanischer Turm, frühes 12. Jahrhundert; zugehörig Kirchenbering, Wappenschild von 1448 und Grabplatte von 1540 | weitere Bilder Fotos hochladen |
| Wegekreuz                                            | Edingen, Lambertusstraße, Ecke Mindener Straße Lage                 | frühes 17. Jahrhundert    | Schaftkreuz, frühes 17. Jahrhundert | Fotos hochladen                |
| Wegekapelle                                          | Edingen, Mindener Straße Lage                                       | 1884                      | Wegekapelle; neugotisch, 1884 | Fotos hochladen                |
| Wohnhaus                                             | Edingen, Mindener Straße 1/1a–c Lage                                | um 1920                   | Zollbeamtenwohnhaus; eingeschossiger Krüppelwalmdachbau, um 1920 | Fotos hochladen                |
| Schulhaus                                            | Godendorf, Im Flur 9 Lage                                           | 1901                      | ehemalige Schule; eingeschossiger Krüppelwalmdachbau, 1901 | Fotos hochladen                |
| Katholische Filialkirche St. Nikolaus                | Godendorf, Mühlenweg/In der Reih Lage                               | 1861                      | neugotischer Saalbau, bezeichnet 1861; zugehörig Sakristei, Friedhof und Hangmauer | weitere Bilder Fotos hochladen |
| Wegekreuz                                            | Godendorf, südlich des Ortes am Ufer der Sauer Lage                 | 1871                      | Nischenkreuz, 1871 | Fotos hochladen                |
| Hofgut Kartäuserhof                                  | Kersch, Hospitalstraße 1 Lage                                       |                           | später Echternacher Hof, seit dem frühen 19. Jahrhundert Vereinigte Hospitien Trier; Dreiseithof, bauliche Gesamtanlage; Wohnhaus und Ökonomie neubarock, um 1910 | Fotos hochladen                |
| Katholische Filialkirche St. Antonius der Einsiedler | Kersch, Hospitalstraße 2 Lage                                       | 12. Jahrhundert           | romanischer Saalbau, 12. Jahrhundert | weitere Bilder Fotos hochladen |
| Knewelsbrunnen                                       | Kersch, Hospitalstraße, gegenüber Nr. 3 Lage                        | 19. Jahrhundert           | Brunnenanlage, Quellfassung aus dem 19. Jahrhundert | Fotos hochladen                |
| Schultheißenhof                                      | Kersch, Hospitalstraße 7 Lage                                       | 1846                      | ehemaliges Echternacher Hofgut; Dreiseithof; klassizistisches Wohnhaus, bezeichnet 1846; bauliche Gesamtanlage mit kleiner Hofkapelle im Garten | Fotos hochladen                |
| Türsturz                                             | Olk, Brunnenstraße, an Nr. 4 Lage                                   | 1776                      | Türsturz mit Wappen, bezeichnet 1776 | BW                             |
| Katholische Filialkirche St. Clemens                 | Olk, Clemensstraße 12 Lage                                          | 11. oder 12. Jahrhundert  | romanische Chorturmkirche, 11. oder 12. Jahrhundert | weitere Bilder Fotos hochladen |
| Hofanlage                                            | Olk, Clemensstraße 14 Lage                                          | 1822                      | Streckhof; Wohnteil mit Krüppelwalmdach, bezeichnet 1822, Erweiterung um 1900 | BW                             |
| Quereinhaus                                          | Ralingen, Bahnhofstraße 1/1a Lage                                   | um 1864                   | Quereinhaus, um 1864, im Kern älter | Fotos hochladen                |
| Wegekreuz                                            | Ralingen, Bahnhofstraße, an Nr. 5 Lage                              | 1744                      | Schaftkreuz, bezeichnet 1744 | Fotos hochladen                |
| Katholische Pfarrkirche St. Martin                   | Ralingen, Brückenstraße Lage                                        | 1810                      | ortsbildprägender neuromanischer Saalbau mit Querarmen und Westturm, 1810, Erweiterung und Umgestaltung 1896, Architekt J. P. Knepper, Luxemburg; ummauerter Kirchhof mit Grabkreuzen des 18. und 19. Jahrhunderts und ummauerter ehemaliger Pfarrhof                            | weitere Bilder Fotos hochladen |
| Quereinhaus                                          | Ralingen, Brückenstraße 25 Lage                                     | um 1864                   | Quereinhaus, um 1864, Umgestaltung 1925 | Fotos hochladen                |
| Ralinger Sprudel                                     | Ralingen, nördlich des Ortes an der B 418 Lage                      | 1909/10                   | Brunnenstube und Quellfassung, 1909/10 neu gefasst | BW                             |
| Marienkapelle                                        | Wintersdorf, Im Sauertal Lage                                       | 1897                      | Wegekapelle, bezeichnet 1897 | BW                             |
| Quereinhaus                                          | Wintersdorf, Im Sauertal 3 Lage                                     | Ende des 18. Jahrhunderts | Quereinhaus, Ende des 18. Jahrhunderts | BW                             |
| Kirchborn                                            | Wintersdorf, Jakobstraße Lage                                       | 1913                      | auch Jakobusborn; Laufbrunnen, 1913 | Fotos hochladen                |
| Katholische Pfarrkirche St. Jakobus der Ältere       | Wintersdorf, Jakobstraße 1 Lage                                     | um 1100 und 1901/03       | neuromanische doppelchörige Basilika, 1901/03, Architekten Reinhold Wirtz und Wilhelm Schmitz; romanischer Ostquerbau, um 1100; zugehörig ummauerter Kirchhof (1901 neu angelegt, mit barocker Skulptur), Kirchborn und Pfarrhof (Lindenstraße 3) mit terrassierter Gartenanlage | weitere Bilder Fotos hochladen |
| Wegekreuz                                            | Wintersdorf, Kirchweg, bei Nr. 14 Lage                              | 1840                      | klassizistisches Altarkreuz, bezeichnet 1840 | BW                             |
| Pfarrhaus                                            | Wintersdorf, Lindenstraße 1 Lage                                    | um 1800                   | Pfarrhaus, um 1800, Umbau 1908; zugehörig Hof und Garten mit Kreuzigungsgruppe, 19. Jahrhundert, romanische Sandsteinsäule | BW                             |
| Wegekreuz                                            | Wintersdorf, östlich des Ortes an der K 8 Lage                      | 1861                      | Säulenkreuz, bezeichnet 1861 | BW                             |
| Wegekreuz                                            | Wintersdorf, südöstlich des Ortes in der Feldflur nahe der K 7 Lage | 1866                      | Säulenkreuz, bezeichnet 1866 | BW                             |